# The Abingtons
The Abingtons, is een plaats en civil parish in het bestuurlijke gebied South Cambridgeshire, in het Engelse graafschap Cambridgeshire. De plaats wordt gevormd door de twee dorpen Great Abington en Little Abington. Samen hebben ze 1383 inwoners.